# Ross Corner
Ross Corner – jednostka osadnicza w Stanach Zjednoczonych, w stanie New Jersey, w hrabstwie Sussex.